# Stephan J. Kramer

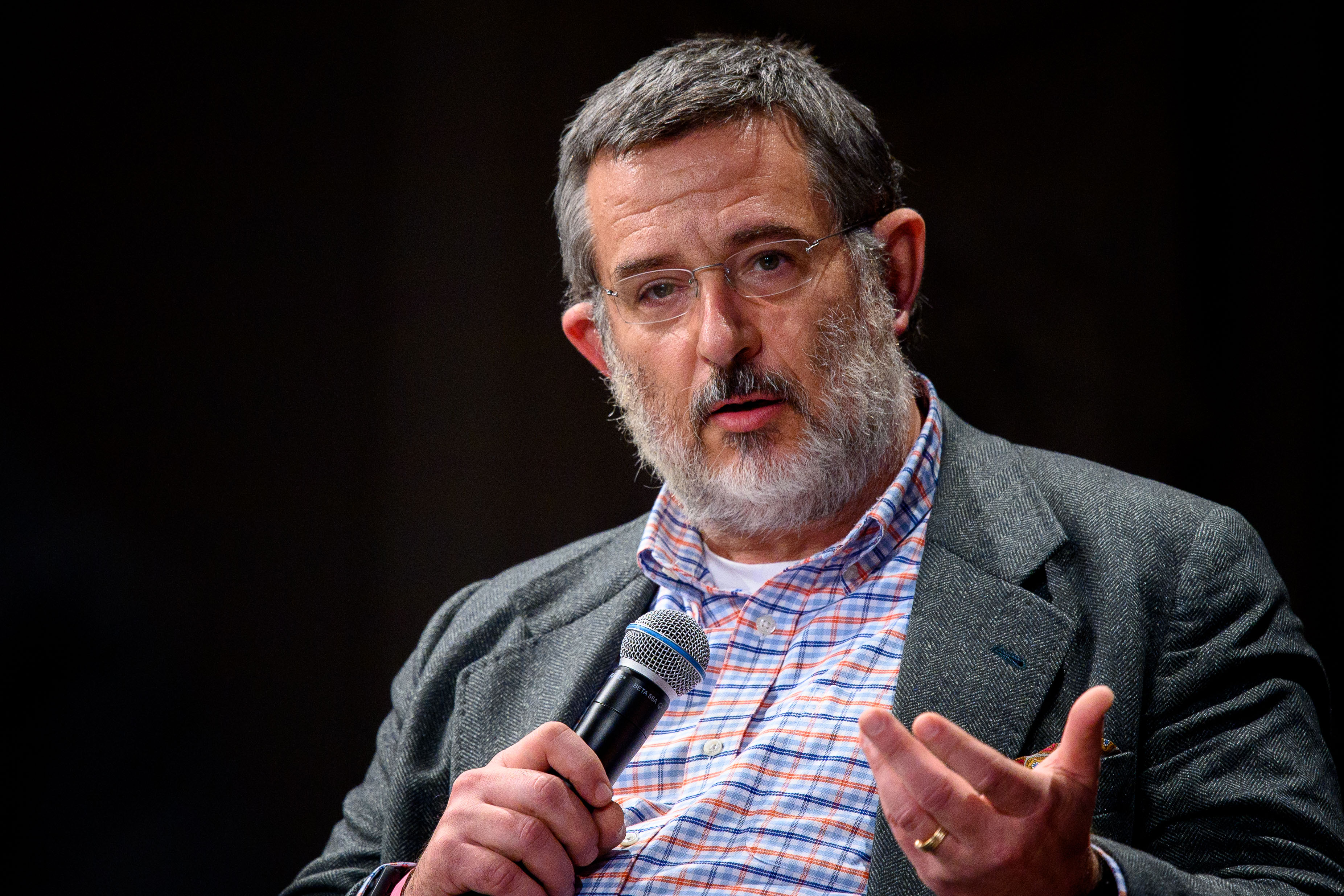
Stephan J. Kramer (2022)

Stephan Joachim Kramer (* 1968 in Siegen) ist ein deutscher politischer Beamter (SPD, zuvor FDP, zuvor CDU). Er war von 2004 bis 2014 Generalsekretär des Zentralrats der Juden in Deutschland und Leiter des Berliner Büros des European Jewish Congress. Seit 2015 ist er Präsident des Amtes für Verfassungsschutz Thüringen.

## Leben

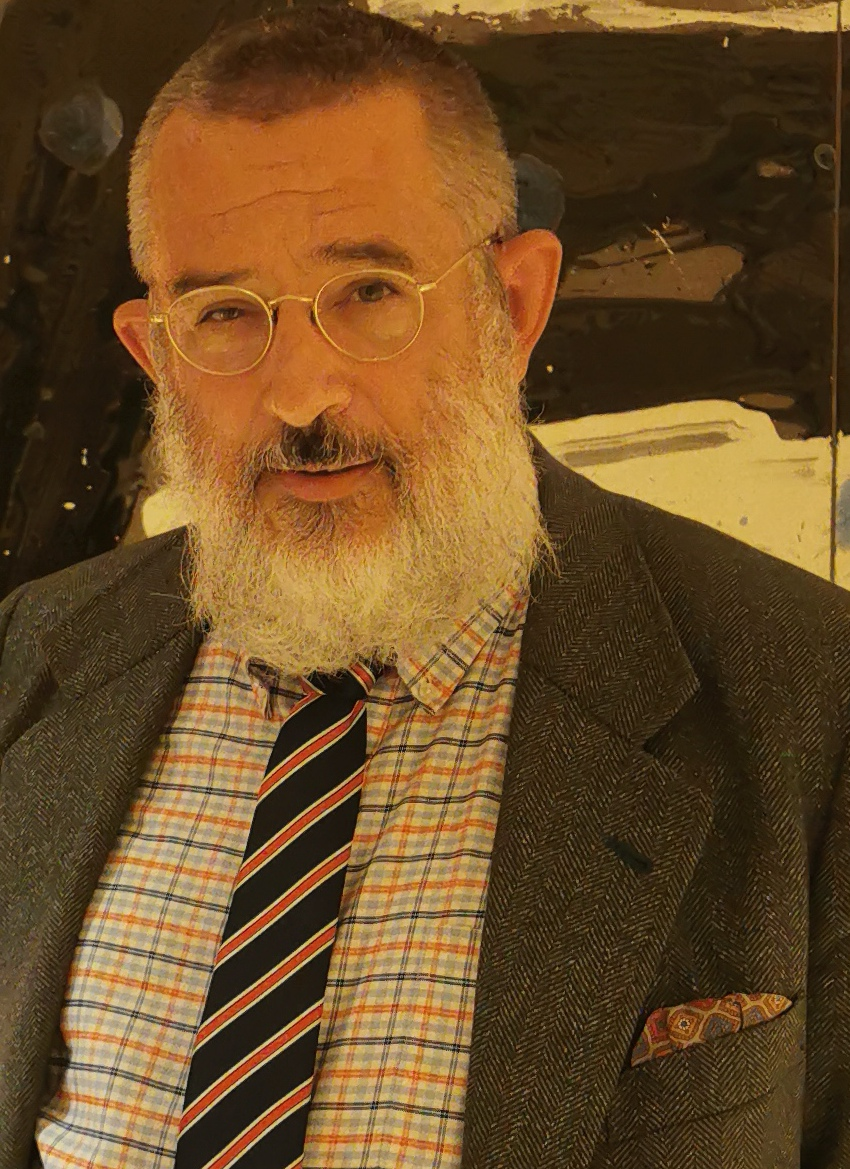
Stephan J. Kramer (2022)

### Herkunft, Ausbildung und politischer Werdegang
Stephan Kramers Vater und Großvater stammten aus Altenburg in Thüringen. Kramer, der selbst keine jüdischen Vorfahren hat, wuchs konfessionslos im Siegerland auf. Als Elfjähriger bereiste er die USA und begegnete dort erstmals dem jüdischen Glauben. Nach dem Besuch der Realschule am Häusling legte er am Evangelischen Gymnasium Siegen-Weidenau das Abitur ab. Als Schüler trat er der Jungen Union und später der CDU bei. Seinen Wehrdienst absolvierte er bei der Bundesmarine und wurde dort Oberleutnant zur See.
Anschließend nahm er ein Studium der Rechtswissenschaften auf, zunächst an der Philipps-Universität Marburg, dann an der Johann Wolfgang Goethe-Universität Frankfurt am Main, der Rheinischen Friedrich-Wilhelms-Universität Bonn und schließlich wieder in Marburg, schloss das Studium jedoch nicht ab. Anfang der 1990er Jahre arbeitete er als Büroleiter für die CDU-Bundestagsabgeordneten Hans Stercken und Friedhelm Ost, später wechselte er zum FDP-Abgeordneten Norbert Eimer, bis dieser 1994 aus dem Deutschen Bundestag ausschied, und war in dieser Zeit auch selbst Mitglied der FDP.
Seit 2010 ist er Mitglied der SPD.
Während seiner Zeit als Generalsekretär des Zentralrats der Juden nahm Kramer an der Fachhochschule Erfurt ein Studium der Sozialpädagogik auf, das er 2011 mit einem Bachelor und 2015 mit einem Master abschloss. Das Thema seiner Abschlussarbeit war die Einwanderung äthiopischer Juden nach Israel.
Nach einer Informationswehrübung 2009 und entsprechender Bewerbung bei der Bundeswehr wurde Kramer zum Korvettenkapitän der Reserve ernannt.

### Generalsekretär des Zentralrats der Juden
Ab 1995 arbeitete Kramer, der als Erwachsener zum Judentum konvertierte, für die Jewish Claims Conference und war dort zunächst Assistent des Europa-Direktors. Seit 1998 war er beim Zentralrat der Juden in Deutschland tätig, anfangs als persönlicher Referent von Ignatz Bubis, dann als Geschäftsführer. Erst 1999 trat Kramer selbst zum Judentum über. Im April 2004 wurde er zum Generalsekretär ernannt. Kramer schloss sich vor den Gemeindeparlamentswahlen 2007 der Berliner jüdischen Gemeinde der Wahlliste ATID (hebräisch: Zukunft) an, die das Gemeindemitglied Lala Süsskind gegründet hatte. Kramer ist stellvertretender Vorsitzender des Stiftungskuratoriums von AMCHA Deutschland.
Kramer ist unter anderem Mitglied der Deutschen Gesellschaft für Auswärtige Politik sowie des „Board of Governors“ des World Jewish Congress und ständiger Gast im 12. Beirat für Fragen der Inneren Führung der Bundeswehr beim Bundesministerium der Verteidigung.
Nach der Ermordung Marwa El-Sherbinis 2009 beklagte Kramer die seiner Meinung nach zu wenig beachtete gesellschaftspolitische Dimension dieser Tat.
Thilo Sarrazins 2009 erfolgte Äußerungen zu Einwanderern in Berlin kritisierte Kramer mit den Worten: „Ich habe den Eindruck, dass Sarrazin mit seinem Gedankengut Göring, Goebbels und Hitler große Ehre erweist.“ Kramers Aussage rief, da sie auch als Relativierung der nationalsozialistischen Verbrechen gewertet wurde, scharfen Widerspruch hervor. Kramer bedauerte seinen Vergleich im Nachhinein, blieb allerdings bei seiner Einschätzung, dass Sarrazins Äußerungen rassistisch gewesen seien. Erneut kritisierte Kramer Sarrazin für dessen Ende August 2010 erschienenes Buch Deutschland schafft sich ab und legte ihm den Eintritt in die rechtsextreme NPD nahe.
Im Mai 2010 gab Kramer der Zeitschrift Focus ein Interview, in dem er deutschen Medien versteckten und offenen Antisemitismus vorwarf. Die Kritik wurde von den Chefredakteuren des Tagesspiegels und der Jungen Welt zurückgewiesen.
An Jom Kippur 2012 wurde Kramer, der in Berlin mit seinen Kindern auf dem Weg zur Synagoge war, aufgrund seines Machsors von einem Passanten als Jude erkannt und bedroht.
Im Oktober 2012 bekräftigte Kramer in der Debatte um die religiös motivierte Zirkumzision die offizielle Position des Zentralratspräsidiums, wonach das in der jüdischen Religionsgemeinschaft als Brit Mila bezeichnete Ritual als religiös konstitutives, körperlich sichtbares Siegel des Bundes mit Gott und dessen ritueller Vollzug am achten Tag nach der Geburt für einen männlichen Juden nicht zur Disposition stehe, äußerte jedoch Zweifel an manchen zur Untermauerung dieser Position vorgebrachten Argumenten und beklagte, dass durch die aggressiv und intolerant geführte Beschneidungsdebatte die eigenen Traditionen kaum überdacht werden könnten.
Zum 31. Januar 2014 schied Kramer auf Grund inhaltlicher Differenzen innerhalb des Zentralratspräsidiums z. B. hinsichtlich des NPD-Verbotsverfahren aus dem Amt des Generalsekretärs aus. Danach engagierte er sich zunächst wieder stärker in der Jüdischen Gemeinde zu Berlin und unterstützte den Ansatz, diese zu einem Landesverband auszubauen. Anschließend brachte er sich von 2014 bis 2015 bei der Deutsch-Israelischen Gesellschaft als Präsidiumsmitglied und Schatzmeister ein.
Er ist Mitglied des Stiftungsrates der Amadeu Antonio Stiftung.

### Präsident des Thüringer Verfassungsschutzes
Am 19. November 2015 wurde Kramer von Innenminister Holger Poppenhäger (SPD) unter Ministerpräsident Bodo Ramelow (Die Linke) als neuer Präsident des Amtes für Verfassungsschutz in Thüringen (AfV) vorgestellt. Das Thüringer Verfassungsschutzgesetz bestimmt, dass der Präsident der Behörde über die Befähigung zum Richteramt verfügen soll, was auf Kramer nicht zutrifft. Auf Zweifel an der Qualifikation antwortete das Thüringer Ministerium für Inneres und Kommunales, die „Soll“-Formulierung des Gesetzes („Das Amt des Präsidenten soll nur einer Person übertragen werden, die die Befähigung zum Richteramt besitzt.“) lasse einen eingeschränkten Ermessensspielraum.
Das Amt des Präsidenten war zuvor seit Juli 2012 vakant gewesen, da der bisherige Inhaber Thomas Sippel nach dem Bekanntwerden des Behördenskandals um die rechtsextreme Terrorgruppe Nationalsozialistischer Untergrund (NSU) zurückgetreten war. Der Thüringer Verfassungsschutz hatte besonders in den 1990er Jahren eine große Zahl von V-Leuten in Schlüsselpositionen der rechtsextremen Szene geführt und diese mit großzügigen finanziellen und logistischen Hilfen ausgestattet. Dadurch wurde die Szene gestärkt und radikalisierte sich unter den Augen der Behörde, ohne dass diese ausreichend eingriff oder Kontrolle ausübte. Zudem tauchten drei von V-Leuten umgebene Rechtsextreme, die späteren NSU-Terroristen Uwe Mundlos, Uwe Böhnhardt und Beate Zschäpe, 1998 in den Untergrund ab, ohne dass der Verfassungsschutz sie trotz intensiver Überwachung lokalisierte. Die taz sprach daraufhin von Kramers „überraschender“ Berufung als dem größtmöglichen Bruch mit der Behördentradition und nannte Kramer einen „maximalen Reformer“. Im März 2016 kündigte Kramer an, seine Behörde werde den Einsatz von V-Leuten als ultima ratio wieder einführen, weil anders nicht an wesentliche Informationen zu gelangen sei. Er wurde dafür von Vertretern der rot-rot-grünen Regierungsfraktionen im Landtag kritisiert, weil die Regierung Ramelow nach dem Versagen des V-Mann-Wesens im NSU-Komplex beschlossen hatte, die Führung von V-Personen auszusetzen. Der Thüringer Verfassungsschutz galt nach dieser Entscheidung unter den weiteren Inlandsnachrichtendiensten der Länder und des Bundes als isoliert.
Im Mai 2015 nahm Kramer als Mitglied des von Peter Struck gegründeten Motorradvereins Euro-Biker e. V. im Kreise der damals vom Verfassungsschutz beobachteten, putinnahen Nachtwölfe, denen das Bundesinnenministerium im Frühjahr 2015 die Einreise nach Deutschland verboten hatte – ehe ein Gericht das Verbot aufhob –, an einer Kranzniederlegung vor einem Brandenburger Weltkriegsmahnmal teil. Mehrere Mitarbeiter des Verfassungsschutzes Thüringen (AfV) behaupteten gegenüber Medien, dass Kramer streng vertrauliche Informationen über ernsthafte Funktionsstörungen und innerdienstliche Spannungen im AfV unbefugt bzw. rechtswidrig an Journalisten weitergab. Wegen dieser behaupteten Weitergabe lief im Jahr 2019 laut Cicero ein Disziplinarverfahren gegen Kramer.
Die AfD Thüringen strengte im Jahr 2019 aufgrund der durch das Thüringer Amt für Verfassungsschutz öffentlich verkündeten Einstufung der Partei als Prüffall ein Organstreitverfahren vor dem Thüringer Verfassungsgerichtshof an. Kramers eigene Mitarbeiter hatten ihn „von der öffentlichkeitswirksamen Verkündung eines Prüffalles abgeraten“, was Kramer ignorierte. In der Klageschrift der AfD wurde auch das Verhalten von Kramer angeführt, der die Einstufung als Präsident zu verantworten hat und sich zudem in zeitlicher Nähe zu einem Landesparteitag der AfD in einem Interview über den späteren Spitzenkandidaten der AfD Thüringen, Björn Höcke, kritisch äußerte. Kurze Zeit vor der mündlichen Verhandlung vor dem Verfassungsgerichtshof wurde der Presse eine E-Mail des damaligen Referatsleiters für Rechtsextremismus zugespielt, in der dieser angibt, dass bei der Einstufung der AfD als Prüffall das fachlich zuständige Referat für Rechtsextremismus auf ausdrückliche Weisung Kramers übergangen worden sein soll. Die mündliche Verhandlung fand am 11. September 2019 statt, die Entscheidung des Gerichts wurde im November desselben Jahres bekanntgegeben. Der Antrag wurde aus formellen Gründen abgewiesen, da sich ein Organstreitverfahren nur gegen Verfassungsorgane oder gleichwertige Institutionen richten kann, wozu das Landesamt für Verfassungsschutz laut Gericht nicht gehört. Inhaltlich wurde die Klage der AfD nicht geprüft. Im Jahr 2021 urteilte das Verwaltungsgericht Weimar, dass Kramer mit der öffentlichen Verkündung des Prüffalls gegen die Verfassung verstoßen hatte. Cicero berichtete, dass aus einer gegen Kramer gerichteten Dienstaufsichtsbeschwerde hervorgehe, dass die Einstufung der AfD Thüringen als „Prüffall“ ohne Beteiligung des eigentlich dafür zuständigen Fachbereichs stattgefunden habe. Als der Verfassungsschutz Thüringen die AfD später als „erwiesen rechtsextrem“ hochgestuft habe, habe Kramer außerdem ein „Ergänzungsgutachten“, das die Hochstufung rechtlich problematisierte, unberücksichtigt gelassen.
Im März 2025 beschloss der Thüringer Landtag auf Betreiben der AfD-Fraktion, die das hierfür erforderliche Minderheitsquorum erreichte, die Einrichtung eines Untersuchungsausschusses, der sich mit den Vorwürfen im sogenannten „Kramer-Komplex“ befassen soll. Der Untersuchungsausschuss 8/2 konstituierte sich im Juni 2025 und „hat die Aufgabe, die Entscheidungsfindung des Amts für Verfassungsschutz unter Leitung des seit 1. Dezember 2015 im Amt befindlichen Präsidenten und des Innenministeriums, dem das Amt zugeordnet ist, zu untersuchen.“ Dabei soll auch geklärt werden, „ob der Verfassungsschutzpräsident in seiner Amtsführung gesetzliche Pflichten oder beamtenrechtliche Vorgaben verletzt hat und ob er seiner Verpflichtung zur politischen Neutralität, einer zentralen Anforderung an den Präsidenten einer Verfassungsschutzbehörde, gerecht geworden ist oder sein Amt zu politischen Zwecken missbraucht hat“.
Im April 2020 war Kramer für den Wahlkreis 192 (Ilm-Kreis, Landkreis Gotha) als Direktkandidat der SPD bei der Bundestagswahl 2021 aufgestellt worden, zog die Kandidatur aber zurück. Hintergrund war die Einstufung der AfD durch den Thüringer Verfassungsschutz als gesichert extremistisch. Diese hatte Kramers Kandidatur daraufhin scharf kritisiert. Durch den Verzicht auf die Kandidatur wollte Kramer auch das Landesamt für Verfassungsschutz und dessen Bedienstete davor schützen, „weiter zur unbegründeten Zielscheibe von Gegnern unserer freiheitlich-demokratischen Grundordnung zu werden“.
Kramer warf Hans-Georg Maaßen im Juni 2021 die Verwendung „antisemitischer Stereotype“ vor. Er verwende „doppeldeutige Begriffe“, wie es bereits vom Thüringer AfD-Chef Björn Höcke bekannt sei. Abgeordnete von CDU und AfD forderten daraufhin die sofortige Entlassung Kramers wegen fehlender politischer Neutralität.

## Veröffentlichungen
- Wagnis Zukunft. 60 Jahre Zentralrat der Juden in Deutschland. Mit einem Grußwort von Richard von Weizsäcker. Hentrich und Hentrich, Berlin 2011, ISBN 978-3-942271-10-3.
- Mit Johannes Heil (Hrsg.): Beschneidung: das Zeichen des Bundes in der Kritik. Zur Debatte um das Kölner Urteil. Metropol, Berlin 2012, ISBN 978-3-86331-098-1.